# النفوس الميتة
النفوس الميتة (بالروسية: Мёртвые души) رواية ملحمية ساخرة كتبها الروائي الروسي نيقولاي غوغول في 1842.

## الرواية
كتب غوغول جزءًا من رواية النفوس الميتة في سويسرا (خريف 1836)، وكتب جزءا أخر في باريس (نوفمبر 1836 - فبراير 1837)، لكن روما كانت المكان الذي كتب فيه غوغول معظمها (1837 - 1838). أطلق غوغول على هذه الرواية اسم «ملحمة» التي تصور روسيا الإقطاعية بنظام القنانة، والنظام البيروقراطي الفاسد الذي كان سائدا في تلك الأيام. غوغول كتب الجزء الأول من الرواية خلال حوالي 8 سنوات (من 1834 إلى 1842)، وقرأ لبوشكين الفصول الأولى التي جعلت بوشكين يشعر بكآبة إلى أن صرخ «يا إلهي! يا حزن روسيتنا».
مختصر الرواية إن بطلها «تشيتشيكوڤ» الرجل النصاب الماكر الذي أراد أن يغتني ثانية بعد أن خسر ثروته. فأعد خطة ذكية لكن إجرامية، بأن يشتري من ملاك الإقطاعات أرواح العبيد الذين كانوا يعملوا عندهم وماتوا من فترة قريبة ولكن لم يتم تسجيل وفاتهم في السجلات الحكومية، وبذلك فهم لا يزالون على قيد الحياة.فعندما يتصل تشيتشيكوڤ بالملاك كانوا يفرحوا بالموضوع لانهم كانوا يدفعوا ضرائب للدولة عن عبيد غير موجودين. تشيتشيكوڤ كان ينوي رهن الأرواح إلى البنوك ويستقرض مالا ليتمكن من العيش كرجل محترم في إقليم بعيد لا أحد يعرفه هناك.
في هذه الرواية خلق غوغول شخصيات كثيرة بسلوك ونفسيات مختلفة، اشتهرت في روسيا بأسمائها. وطوال الرواية كان بطلها تشيتشيكوڤ يتنقل من بلد إلى بلد، عندما يشعر أن سره انكشف، وكان في كل مرة يقابل شخصيات جديدة. وبأسلوب فكاهي متمكن أرانا كيف كان يُعامَلُ العبيد في تلك الأيام، وكيف كان يتم شرائهم مثل الحيوانات.
نشر الجزء الذي كتبه غوغول من روايته النفوس الميتة سنة 1842 بعدما رفضت الرقابة نشرها تحت عنوانها «الملحمة» بحجه أن غوغول بهذا العنوان «يعترض على فكرة الخلود»، وإنه من الأفضل تسميتها «مغامرات تشيتشيكوڤ أو الأرواح الميتة» فوافق غوغول لحاجته في ذلك الوقت للمال.

## روابط خارجية
- النفوس الميتة على موقع الموسوعة البريطانية (الإنجليزية)